# Gegants de Badalona
Els gegants de Badalona són les quatre parelles de gegants de la Colla de Geganters de Badalona. Representen personatges d'èpoques diferents i vinculats a Badalona. Surten per les Festes de Maig, el Corpus, la Festa Major i esporàdicament en altres actes. A més, sovint volten pel país visitant viles i ciutats acompanyats de moltes altres parelles de gegants d'arreu del territori.

## N'Anastasi i na Maria
N'Anastasi i na Maria són els gegants vells de Badalona. És la parella més antiga de la vila, amb més de 150 anys d'història.
Daten de l'any 1858, quan la Confraria de Sant Anastasi els comprà per 254 duros per a fer-los sortir a la festivitat del copatró Sant Anastasi, pel Corpus i per la Festa Major d'Agost de Badalona. Els acompanyaven una comparsa de capgrossos allà on anaven. Sortiren sense interrupció fins al 1880, quan a causa pel seu mal estat ho deixaren de fer. L'any 1894 la comissió de festes de l'ajuntament els adquirí i els restaurà i van poder tornar a les festes.
No va ser fins al 1946 quan, a causa del seu aspecte deteriorat i el pes de gairebé 100 quilos a causa del guix i les fustes que s'havien fet servir per restaurar-los, varen ser desats i substituïts per una altra parella de gegants.
L'any 1981, es retrobà la parella al dipòsit municipal i un any després es traslladaren a la masia de Can Miravitges. Amb el pas dels anys s'havien deteriorat molt, i es van portar al taller de Josep i Jordi Grau, de Terrassa, que en va reaprofitar els caps per a fer-ne una reproducció tan fidedigna com li fou possible, però els cossos es van haver de reconstruir del tot. Finalment, van ser estrenats durant les Festes de Maig del 1985.
Malauradament, un any després varen patir un incendi a les dependències municipals on s'havien guardat just després d'haver participat en les festes. Es van haver de recompondre els cossos, les cares i les mans; però per sort havien quedat parts dels gegants poc malmeses, així que poc després pogueren tornar a sortir al carrer amb l'aspecte que tenen avui en dia.
El 10 de maig de l'any 2000 van canviar de vestits i el 2009 foren proclamats el setè tresor material i cultural de Badalona.

## En Jeroni i na Badamar
Coneguts com els «gegants reis» o «del Corpus». Fou la parella de gegants que substituí a l'Anastasi i na Maria l'any 1946 a causa del seu mal estat, encarregats per l'Ajuntament de Badalona el 1945.
Foren comprats al taller barceloní El Ingenio i sortiren pels carrers de Badalona pel Corpus i la Festa Major fins als anys 60, moment en què a causa del deteriorament tot i els canvis de vestit que havien fet, es decidí retirar-los.
L'any 1996 la Colla de Geganters de Badalona decidí recuperar-los i foren estrenats pel mes de maig, construïts per l'escultor Jordi Grau Martí. Des de llavors han anat sortint any rere any i han representat Badalona a l'exterior, a Maó, Lilla, Tolosa, Sibiu, entre d'altres.
Foren batejats com a Jeroni, amb motiu del monestir del segle xv que hi ha a les muntanyes de Badalona, al peu de la Serralada de Marina, anomenat Sant Jeroni de la Murtra, i Badamar, reflectint la relació de la ciutat de Badalona amb la mar. Popularment, però, també se'ls coneix com a gegants reis o gegants del Corpus.
L'any 2021 van celebrar el 75è aniversari. Per celebrar-lo van ser restaurats i el seu vestuari i els complements van ser renovats i estrenats durant les Festes de Maig, durant l'acte Va de Gegants, celebrat al Parc de Can Solei, en substitució del tradicional Badagegants, a causa de la pandèmia de COVID-19.
Ell fa 3,60 m (més 20 cm de corona) d'alçada i pesa 49 kg. En canvi, ella fa 3,54 m (més 22 cm de corona) i pesa 46 kg.

## En Ferrer de Gualbes i n'Elionor de Santcliment
Coneguts com els «gegants valencians» degut al fet que l'ajuntament badaloní als anys 70 els comprà a València. Són una parella de gegants ben curiosa perquè sortiren al carrer tan sols 10 anys. El seu cos, fet de bímet a l'estil faller, no aguantà massa temps el pes dels caps de guix i els gegants es deterioren molt rabent.
A final dels anys 80 foren trobats al magatzem municipal i, ràpidament, la Colla de Geganters de Badalona es mogué per tal de recuperar-los. Es va fer una rèplica dels caps i tant els cossos com la resta dels gegants es construïren de nou a càrrec de Jordi Grau Martí.
El 10 de maig de 1991 van ser presentats i batejats com a Ferrer de Gualbes i Elionor de Santcliment. Els seus noms fan referència als antics senyors de Badalona, ella de la família Santcliment, i ell un Gualbes, que va aportar el seu blasó heràldic a l'escut de la ciutat.
L'any 2021 van celebrar el 50è aniversari. Per celebrar-lo van ser restaurats. El vestuari i els complements van ser renovats i estrenats durant les Festes de Maig, durant l'acte Va de Gegants, celebrat al Parc de Can Solei, en substitució del tradicional Badagegants, a causa de la pandèmia de COVID-19.
Ell fa 3,51 m (més 7 cm de corona) d'alçada i pesa 49 kg; mentre que ella fa 3,46 m (més 7 cm de corona) i pesa 46 kg.

## En Ripal i na Brunel·la del Mar
En Ripal i na Brunel·la del Mar representen: ell, un pirata sarraí que feia incursions a les costes; ella, una pubilla catalana vestida com al segle xvi.
La parella la feu construir l'Ajuntament de Badalona després de tres anys sense que sortissin l'antiga parella, que havia quedat en mal estat. La construcció va ser encarregada a l'escultor i escenògraf Jordi Liñán, aquesta parella data de 1982. Van presentats el 23 d'abril durant la fira del llibre de Sant Jordi a la plaça de la Vila, i batejats el 2 de maig pels nens de la ciutat, en companyia dels gegants del Pi de Barcelona i el drac de Terrassa com a padrins.
El 1984 canviaven el seu abillament per un molt més treballat que l'original, ambientats en l'època i els personatges, i el tornaven a canviar el 1988, en ser restaurats per Jordi Grau.
Inicialment, va ser la brigada municipal l'encarregada de tenir-ne cura i fer-los ballar, fins al 1985, quan es recuperen els gegants més antics, Anastasi i Maria, i es duen a restaurar; les figueres van ser víctimes d'un incendi i, per això, es va decidir crear la Colla de Geganters de Badalona, que va tenir com a primers gegants en Ripal i na Brunel·la del Mar. Al llarg de lllur història, han guanyat un premi en el concurs de balls de gegants de Catalunya, celebrat a Móra d'Ebre l'any 1994.
És l'única parella de gegants de Badalona que des de llur bateig han sortit ininterrompudament.
L'any 2017, dins de la mostra de balls del Badagegants, s'anuncia que a partir del maig de 2018 les figures ja no ballaran pels carrers i places pel seu mal estat.
En el marc del Badagegants 2018, dins l'acte «Gegants, on sou?» s'estrenen unes rèpliques dels gegants originals. Les còpies es fan durant l'any 2017 al taller El Drac Petit de Terrassa i agafaran el relleu als gegants originals que ja no ballaran més.